# Gaz Blau

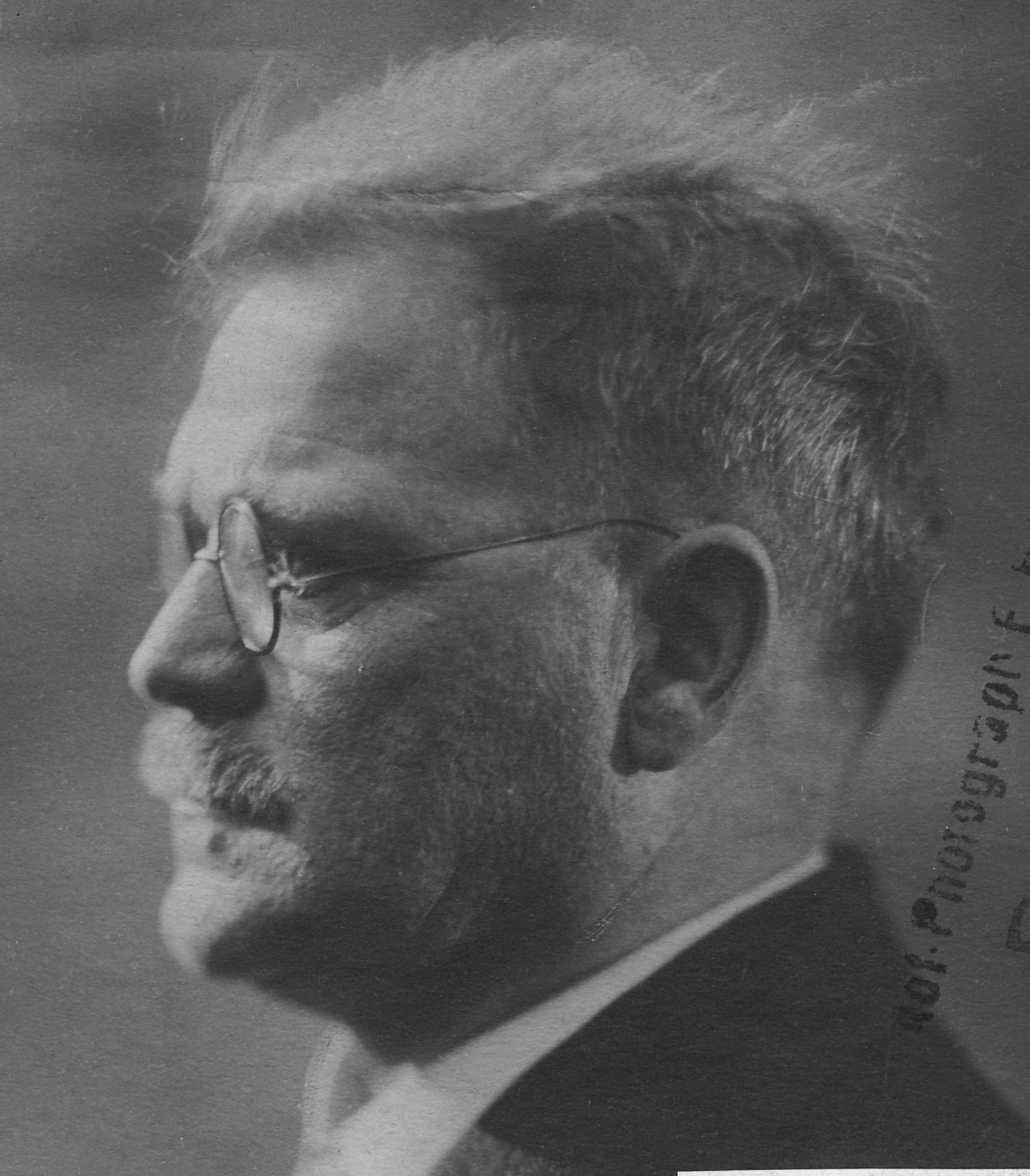
Dr. Hermann Blau

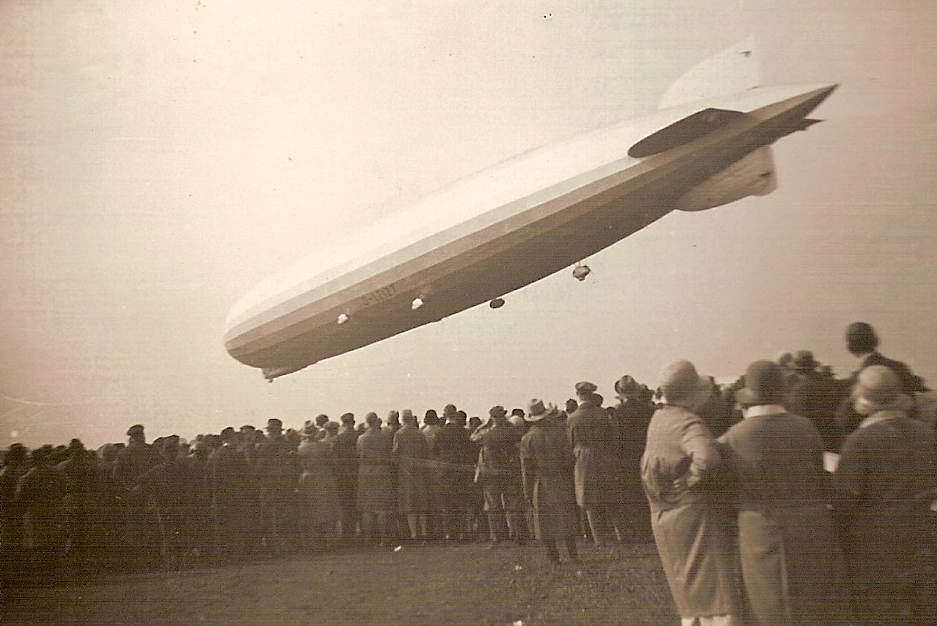
Le gaz Blau fut utilisé par le LZ 127 Graf Zeppelin

Le gaz Blau (en allemand : Blaugas), du nom de son inventeur, l'allemand Hermann Blau d'Augsbourg, était un gaz d'éclairage (gaz manufacturé ou gaz de synthèse). Il était fabriqué par pyrolyse des huiles minérales, le naphta obtenu était comprimé jusqu'à l'état liquide et stocké dans des bonbonnes d'acier. Tout comme le GPL, il retrouvait son état gazeux lors de sa libération. Chimiquement, le gaz Blau est semblable au gaz de houille.
Le gaz Blau possédait la plus haute énergie spécifique de tous les gaz de synthèses produits à cette époque, mais contrairement au gaz de houille, il était exempt de monoxyde de carbone.
Le gaz Blau a été brûlé pour l'éclairage et le chauffage. En France, on l'utilisa aussi pour l'éclairage des phares.
Une forme moins pure connue sous le nom de gaz Pintsch a servi à l'éclairage des voitures de chemin de fer et aux poêles de la fin XIXe siècle et début XXe siècle. 
Le gaz Blau resta le plus célèbre, parce qu’il a aussi été utilisé comme gaz de propulsion du LZ 127 Graf Zeppelin.
Il avait plusieurs avantages sur les combustibles liquides, tels que l'essence. Il était non explosif, et, parce qu'il pesait approximativement autant que l'air, le brûler et remplacer son volume par de l'air n’allégeait pas un dirigeable, éliminant le besoin d'ajuster sa flottabilité ou son lest en vol.
Le gaz Blau contient environ 50 % d'oléfines (alcènes), 37 % de méthane et d'autres alcanes, 6 % d'hydrogène et le reste d'air. Il a une valeur énergétique spécifique de 15 349 kcal/m3.